# Diego Felipe Betancur Túpac Amarú
Diego Felipe Betancur Túpac Amaru fue un mestizo cuzqueño del siglo XVIII conocido por el conflicto legal que tuvo con el curaca y noble inca, José Gabriel Condorcanqui (más conocido como Tupac Amaru II). La disputa judicial duró entre 1777 a 1780, tiempo en el cual Betancur, afirmado ser descendiente del último soberano del estado neoincaico, Túpac Amaru I, presentó material abundante, pero de dudosa procedencia.
Pese a la probabilidad de ser un falso noble advenedizo, Betancur tenía el favor del Consejo de los 24 nobles electores Incas del Cusco y de algunos círculos peninsulares allegados al marido de su nieta y también su representante legal, de nombre Vicente García. Con el fin de poder reclamar el Marquesado de Santiago de Oropesa, proceso que había iniciado desde 1751, Diego Felipe intentó legitimar a sus ancestros a la vez que descalificaba los de José Gabriel, ante las instancias superiores del Virreinato del Perú en Lima. Finalmente, no lograría su ambición.

## Biografía
Diego Felipe de Betancur Túpac Amaru era hijo de Doña Manuela Túpac Amaru Arce y de Don Bernardo de Betancur Hurtado de Arbieto. En 1721 se casaría con Lucia de Vargas Urbina, con la que tendría 4 hijos (Juana, Rosa, Melchora y Petrona). De estas hijas, Melchora se ganaría el liderazgo de su dinastía, y se casaría con Don José Avendaño Flores. Del matrimonio de su hija Melchora nacería su nieta, María Gertrudis Avendaño Betancur, quien se casó con el capitán español, Vicente García Rodríguez (un Hidalgo gallego muy letrado e inteligente). A través de su descendencia, llegó a emparentarse con funcionarios coloniales de la República de españoles que eran muy influyentes en la sociedad virreinal cusqueña, dándole un gran estatus social. Esto último haría intensificar sus ambiciones personales, pues constantemente tenía deseos de aumentar su estatus, por ejemplo, solicitando en 1770 y 1777 su admisión en el Consejo de los 24 Electores Incas del Cuzco (sin conseguirlo), como menciona su memorial “Libro de genealogía de Don Diego Felipe Betancur Tupa Amaru”. Pero la mayor ambición que tuvo fue anhelar el Marquesado de Santiago de Oropesa.
Esto último se volvió su misión de vida cuando, en España, falleciese María de la Almudena Enríquez de Cabrera y Almansa (V marquesa de Santiago de Oropesa) en 1741, sin herederos. Ello provocaría que su título quedase retenido por la Corona al declarar que no existían descendientes directos, pues la condición de herencia era que corriera sangre real inca de la panaca de Sayri Túpac (en específico, descendencia de la 1° marquesa, Ana María de Loyola Coya Inca). Aquello generaría que surjan varios nobles del Imperio español que deseaban reclamar la herencia de dichoso marquesado de altísimo valor (pues, además de ofrecer el mayorazgo de tierras muy ricas con grandes rentas, así como un feudo autónomo del Virrey del Perú, te daba el honor de ser el legítimo heredero de los Emperadores Incas).
Frente a ello, desde 1751 (según declaró Vicente García Rodríguez), Diego Felipe Betancur Tupac Amarú buscaría litigar ese marquesado a través de que se le reconozca como el único descendiente que existía del soberano Felipe Túpac Amaru, puesto que para iniciar este proceso de probanza, que iba durar muchos años (y que además traía consigo muchos gastos) primero uno debía de ser reconocido como descendiente legítimos del soberano Sayri Tupac por vía patrilineal, siendo miembro certificado del Ayllu Real de los Incas por el Consejo de los 24 Electores Incas del Cuzco. Se sabe que Diego Felipe terminó enviando papeles y dinero a diferentes apoderados en España, aunque quedaría empobrecido en 1765 y desistíria por 10 años en luchar por este marquesado, hasta que se concretase el matrimonio de su nieta con Vicente José García en 1775, lo que renovó su ambición al tener el auxilio de un contacto en la notaría.

“que por fin y muerte del Marques de Alcañisis, se esta siguiendo pleito en los Reynos de España, a falta de descendientes y siendo yo (Diego Phelipe) el único de los inmediatos, e despachado los instrumentos y de mas papeles pertenecientes a dicho mayorazgo a fin de que se declare a mi favor de los quales no e tenido resulta alguna a catorce años por distintos apoderados y solamente e tenido recibo de Don Joseph Antonio Telleria de aver apercibido dichos papeles y el dinero que remití para este efecto y dicho recibo esta en mi poder y en estas pretensiones e gastado los pocos pesos que Dios me a dado como les consta a la dicha mi mujer y a mis hijas así lo declaro para que conste”.
De Betancur, 1777

Los reclamos de Diego Felipe Betancurt como un descendiente del Inca Tupac Amarú I se remontaría a un familiar suyo, su madre doña Manuela Tupa Amaru, quien el 11 de mayo de 1683 fue ante el corregidor del Cuzco, Pedro Balbín, para un pedido sobre su genealogía. Fue ahí donde ella presentó una probanza de nobleza al Magistrado del Cusco, al Protector de los Naturales y al Conde de Monclova (el Virrey del Perú, Melchor Portocarrero Lasso de la Vega) en 1683. Ahí declaraba ser hija de Lucas Tupa Amaro, cacique principal de Surimana, y nieta de Bias Tupa Amaro (que sería hijo de Tupac Amarú I), argumentando que tenía 3 testigos (2 del Cusco y otro de Surinama en Quispicanchis). Pero habían inexactitudes porque no especificaba como Bias era hijo de Tupac Amarú, se contradecía con la realidad geográfica al estar Surinama en Tinta y no Quispicanchis, y además, sus 3 hermanos (Pascual, Francisco y Juan) eran indios tributarios o plebeyos del común al que Manuela solicitaba que dejen de pagar el tributo indígena. Sin embargo, el Virrey y el Corregidor no se percataron del fraude (muy probablemente porque eran muy brutos debido a que no conocían la historia y geografía del lugar que decían gobernar, el Reino del Perú) y le otorgaron títulos de nobleza con reconocimiento de su ascendencia con Tupac Amarú I, sin siquiera invitar al Cacique de Surimana para que verifique el hecho. Para reforzar sus nuevos derechos, Manuela presentó 3 testigos más y afirmó tener 2 reales cédulas (1544 y 1545) que estaban dirigidas a Juan Tito Tupa Amaro (posteriormente se notaría que eran falsificadas y que eran copias de la real cédula de Alonso Tito Atauchi).

### Litigio entre José Gabriel Condorcanqui y los Betancur (1777-1780)
Ya había antecedentes del choque entre la familia de José Gabriel y de Diego Felipe Betancur. Esto fue a través de Bartolomé Tupac Amaru (tío abuelo de José Gabriel) y Manuela Tupa Amaru (madre de Diego Felipe), pues el primero en 1687 fue ante el corregidor del Cusco con una solicitud de información de su descendencia y declarando que era el único descendiente de Bias Tupa Amaro (quien era su padre y no había otro en el pueblo), lo que sería confirmado por el corregidor, para luego no volver a tocar el asunto hasta 1701 (donde pidió a su corregidor que tramitara la confirmación de 1687 a las autoridades de Lima), demostrando con esta demora que era un asunto de poca importancia para la familia de Bartolome. Mientras tanto, el hermano de Diego Felipe, Gabriel de Betancur, solicitaría una provisión del Virrey Diego Ladrón de Guevara en 1714 para asegurar sus títulos (probablemente por tener problemas con la ley). Por otra parte, Bartolomé en 1715 buscaría que el corregidor del Cuzco le confirme su derecho a ser elector en el Consejo de los 24 nobles electores Incas del Cusco, y con ello también el Virrey, lo que lograría con éxito e implicaría el reconocimiento oficial de su dignidad sin algún conflicto directo con los Felipe Betancur. Sin embargo, ello implico que el mismo Virrey en tan solo 2 años reconoció 2 reclamos de nobleza que eran incompatibles, lo que dejó abierto una confrontación en potencia, que sería heredado.
Para apoyar sus reclamos al Marquesado de Oropesa, durante agosto de 1776, Diego Felipe Betancur Túpac Amaru denunció, ante las autoridades judiciales del Cuzco, a José Gabriel Túpac Amaru (quien también decía ser descendiente de Tupac Amaru I), con el cargo de ser un impostor, por lo que exigiría que le fuesen retirados todos sus cargos y privilegios que tenía como indio noble, ya que argumentaba que legalmente le corresponderían a él como único descendiente de Tupac Amaru I. Para ello, exigió que José Gabriel presentase para su defensa lo siguiente: su partida de bautizo, junto a la de sus antepasados. Agregó en su denuncia que era el legítimo heredero del Cacicazgo de Surimana, Pampamarca y Tungasuca (del que José Gabriel estaba siendo curaca), puesto que supuestamente su madre Manuela era hija de Don Lucas Túpac Amaru, “Cacique de Tungasuca”, y de Gabriela de Arce.
Pero Diego Felipe Betancur había tendido una trampa a José Gabriel, puesto que meses antes, Vicente José García (esposo de su nieta María Gertrudis Avendaño Betancur-Túpac Amaru) fue a Surimana y Pampamarca, para que través de engaños (autonombrándose apoderado de los nobles incas electores del Cusco) lograse extraer de los archivos parroquiales varias partidas de nacimiento, bautizo y casamiento, entre las que se incluían las del ayllu de José Gabriel Túpac Amaru. Su misión no era solo hacer desaparecer las partidas de bautizo de José Gabriel y sus ancestros, pero también manipular y falsificar información para favorecer a su suegro y trastocar su genealogía, con el objetivo de emparentarlo arregladamente con las Panacas de la Casa real incaica (pues, de hecho, Diego Felipe era alguien de baja nobleza indígena que buscaba regodearse en la Nobleza incaica, aunque tuviera que cometer corrupción de datos para ello).

“En la década de 1770, Don Diego Felipe Betancur Tupa Amaru pretendió ingresar como uno de los miembros del Cabildo de los 24 Electores y ser elegido Alférez Real Inca. Con ese motivo, su yerno, don Vicente García, autonombrándose apoderado de los nobles incas, extrajo los archivos del Cabildo de los 24 y manipuló y falsificó información en favor de su suegro. Es esta documentación, más los archivos del Marquesado de Oropesa, la que heredó Ángel Vega Enríquez, quien, en 1901, la mandó encuadernar en doce volúmenes y que primero formó parte de la Universidad Nacional San Antonio Abad del Cusco y, actualmente, del Archivo Regional del Cusco”.
D. Amado Gonzales, 2004

Para asegurar su victoria, lograría obtener el apoyo de los funcionarios españoles del Cuzco, sobre todo los que eran amigos de Vicente García, dejando aislado a José Gabriel (quien de por sí, por sus ideas liberales, tenía muy malas relaciones con los nobles electores incas del Cusco de la República de indios). Ante ello, Don José Gabriel decidió acudir a la Real Audiencia de Lima en 1777, esperando encontrar justicia en esa instancia judicial, pues hacer enfrentar a diferentes instancias legales (los Fueros de Lima y Cusco) era una estrategia común entre los habitantes del Virreinato del Perú y que solía ser efectivo (incluso entre litigantes de clases bajas), más aún con una instancia superior como el de la capital.
Son varios autores que han argumentado que los documentos presentados por los Betancur Túpac Amaru fueron falsificaciones de principios del siglo XVIII. Por ello, ante varias inconsistencias, el cacique Don José Gabriel Túpac Amaru manifestaría ante la Real Audiencia lo siguiente:
“Conque, si Don Juan Tito fuese hijo de Don Felipe Túpac Amaro, tendría éste desde el año cuarenta y cuatro esos nietos naturales legitimados, como hijos de Don Juan Tito Túpac Amaro habidos en varias mujeres. ¡Rara monstruosidad! El año de mil quinientos cuarenta y cuatro, aún no había nacido Don Felipe Túpac Amaro, que se supone abuelo de esos nietos legitimados; de suerte que en todo es admirable la línea de Don Diego Betancur; porque Don Felipe Túpac Amaro tuvo nietos aun antes de nacer, y Don Diego tiene un tercer abuelo, cual es Don Juan Tito Túpac Amaro que hasta ahora no ha nacido. […] Notará Vuestra Alteza que la Real Cédula habla con Don Juan Tito Túpac Amaro, hijo de Don Felipe Túpac Amaro; tres veces lo nombra, pero a la cuarta prosigue en estos términos: “que vos guarden y hagan guardar y cumplir a vos Don Alonso Tito Atauchi, Inga, y a los dichos vuestros hijos e hijas, etcétera”. Si la Real Cédula se dirige a Don Juan Tito Túpac Amaro y a sus hijos, si con él habla y repite su nombre tres veces ¿por qué a la cuarta ya se termina a Don Alonso Tito Atauchi y manda que a éste se le guarden todos los privilegios en dicha Real Cédula contenidos? Este es un renuncio conocido, y es un habérseles ido la mano al tiempo de copiar la verdadera Real Cédula de dicho Don Alonso Tito Atauchi, porque Dios permite accidentes, para que no prevalezca la falsedad; luego este testimonio de dicha Real Cédula es falso, falsa su encapitación, falsa la existencia y falso todo lo que, en virtud de ella, han obrado Doña Manuela, Don Diego Bentancur y Don José Vicente su apoderado y protector; porque hacer la falsedad o usar de ella importa lo mismo, para lo que es la punición de este atroz, gravísimo delito…”

-José Gabriel Tupa Amaro, 1777
Sin embargo, debido a su avanzada edad y las enfermedades que estaba teniendo, Diego Felipe heredaría todos sus derechos como noble, así como sus procesos judiciales pendientes, a su nieta, María Gertrudis Avendaño Betancur-Túpac Amaru, y a su esposo Vicente García Rodríguez. Finalmente, fallecería en junio de 1778, pero su testamento terminaría siendo manipulado por su representante, Vicente García. Pese a ello, Vicente García lograría que el Consejo de los 24 Electores Incas del Cuzco lo aceptarán como su Apoderado (Representante legal) a finales de 1778, y con tal poder, lograría que su patrocinado Diego Felipe de Betancur Túpac Amaru fuese reconocido póstumamente como “Segundo Elector Inca de la Casa de Huayna Cápac”, según los archivos del Consejo del año 1779. Aunque todo a través de manipulación de datos, siendo así que se extraviarían los archivos correspondientes a los años 1595–1739 - 1676 y 1685-1780

“Como acabamos de señalar, Don José Vicente García recogió toda la documentación que existía en el archivo de los 24 y entre los papeles que recogió, sin duda, estaban los libros de la elección del Alférez Real que se hacía anualmente desde 1595 hasta 1780. Creemos que estos documentos estaban en dos libros: uno que conformaba la elección de 1595 a 1676 y el otro, de 1685 a 1780; la información que no convenía para la reconstrucción del árbol genealógico de Don Diego simple y llanamente la eliminaba. Así, desapareció la elección anual realizada entre 1769 a 1779, porque probablemente había decisiones que el Cabildo de los 24 tomó en contra de Don Diego, pues tampoco en las elecciones anteriores ocupaba el cargo de Elector. Don José Vicente tuvo en sus manos la elección de 1779 y simplemente transcribió el acta de la elección acuñando una serie de terminologías como “Compañero del Elector”; de esta forma introdujo el nombre de Don Diego y lo hizo aparecer como uno de los Electores del Cabildo de los 24. La gestión de don José Vicente fue truncada por las medidas revolucionarias de Don José Gabriel Condorcanqui Tupa Amaru”.
D. Amado Gonzales, 2017

Además, pese a que el Consejo de Nobles Electores era consciente de que José Gabriel era descendiente legítimo de los Incas de Vilcabamba, ya que la misma institución en el pasado si había aceptado a su tío-abuelo (Don Bartolomé Túpac Amaru) años antes, pero hubo preferencia a Diego Felipe Betancur, porque José Gabriel se atribuía la primogénita imperial, definiéndose a sí mismo como “Descendiente de la Sangre Real y Tronco Principal de los Reyes Incas que gobernaron estos Reinos del Perú”, desconociendo totalmente al Consejo y su autoridad, sin respeto por los protocolos y costumbres entre Nobles incas. Por lo que terminaron percibiendo a José Gabriel Condorcanqui como una persona soberbia que estaba excediendo sus reclamaciones por sus tintes mesiánicos, y que merecía un justo castigo por ello por parte de la institución (no habiendo influencia alguna, en la oposición del Consejo, la defensa de José Gabriel a los Indios plebeyos).

"Josef Gabriel Condorcanqui y Noguera fingido Tupa Amaro, y supuesto cacique de pueblos, que no era ni pudo ser, porque fue un pobre arriero de vil e ignorada extracción, y de padre ignoto por ser de extraño fuero, y su madre una india vilisima sujeta a las contribuciones de tributo y otros servicios personales que son propios de sus natales, y origen" (...) "Josef Gabriel que como extranjero en la sucesión de los ingas usurpó el apelativo de Tupa Amaro a la leal y fidelísima casa de don Diego Felipe de Betancur Tupa Amaro, Urtado de Arvieto, Fiesto y Cardona Inga, que es uno de los Electores de Alférez Real que obtuvieron título de este Superior Gobierno, por el suso dicho, sus hijas, nietas y bisnietas, se les ha declarado la legitima descendencia del Inga don Felipe por la linea legitima de don Justo Titu Tupa Amaro su legítimo hijo…".
Comisario del Consejo de Incas Electores del Cusco (1779)

#### Resultados de la disputa
El litigio al final no tuvo ganadores (ya que la Real audiencia de Lima nunca emitiría veredicto) y ambas familias perdieron mucho, tanto su honor como grandes sumas de dinero en juristas, genealogistas, apoderados y heraldos. Actualmente mucho se especula sobre cual habría sido el resultado, pues los documentos del proceso quedarían destruidos casi en su totalidad tras la Gran Rebelión de 1780. Es muy probable que las autoridades españolas de la Real Audiencia de Lima hubieran ralentizado el proceso, por causa de un temor relacionado con que los litigantes (José Gabriel y Diego Felipe Betancur), de lograr el reconocimiento jurídico del linaje que se atribuían como descendientes de Túpac Amaru I, entonces fuesen a reclamar la herencia del Marquesado de Santiago de Oropesa como efecto colateral, que estaba retenido en esas épocas por la Corona. Por lo que, para los jueces del Virreinato del Perú, ni uno de los 2, aun teniendo apoyo de los Incas del Cuzco o de los indios plebeyos, y aún si hipotéticamente hubieran logrado demostrado su ascendencia, no habrían podido legitimarse como descendientes de Túpac Amaru ni recibir ese reconocimiento por parte del gobierno español con facilidad, ya que por motivos políticos, era poco probable que la Corona le concediera tal título a alguien que no pudiesen supervisar o controlar (como si podían con los Borja-Loyola Inca que residían en España).
Sin embargo, este juicio sería una evidencia de la precariedad del gobierno borbónico en el Perú, su decadencia tras las Reformas borbonicas, la predisposición a la corrupción de buena parte de los funcionarios con redes de Nepotismo, y una señal inequívoca del poco control que tenían las autoridades españolas sobre la nobleza indígena, ya que los Betancur habían logrado legitimarse en varias instancias gubernamentales con documentación falsificada, y la misma familia de José Gabriel Túpac Amaru se había legitimado con un árbol genealógico falso que partía del soberano Felipe Túpac Amaru. La doctora María Martin Rubio señala que el soberano Túpac Amaru I del siglo XVI nunca habría tenido una hija llamada Juana Pilcohuaco (como argumentaba José Gabriel), tampoco un hijo llamado Juan Túpac Amaru (como argumentaba Diego Felipe), es más, su descendencia habría quedado extinta y sería imposible que tuviera descendientes en el siglo XVIII. Rubio señala que Juana Pilcohuaco era en realidad hija de Titu Cusi Yupanqui, mientras que el tal Juan Túpac Amaru no era hijo de ningún Inca de la época. Aquello era común, que los Incas acomodaran sus ascendencias según su conveniencia. Puede que las autoridades se hayan dado cuenta de las inconsistencias y por eso hasta 1780 seguían en proceso de investigación, sin emitir veredicto, puesto que aduciendo a documentos del siglo XVI del Archivo General de Indias, se podía determinar el resultado que debió haber tenido el juicio entre José Gabriel y los Betancur, en tanto que si estaba documentado quienes eran los verdaderos hijos de Túpac Amaru I, último rey Inca de Vilcabamba. Esto fue gracias a que Álvaro Ruíz de Navamuel (Secretario Mayor y Mayordomo del virrey Francisco Álvarez de Toledo) realizó en el año 1572 un inventario que registrase los hijos de los soberanos Túpac Amaru y Titu Cusi Yupanqui. En estas fuentes primarias (que tienen más peso que las crónicas o testigos posteriores, que son fuentes secundarias), solo habría tenido Felipe Tupac Amarú dos hijos con su esposa Guasua Chumbi, quienes serían Don Martin y Doña Isabel Túpac Amaru, ambos sin descendencia conocida. Por ende, no eran descendientes del soberano Felipe Tupac Amaru ni la Juana de José Gabriel, ni el tal Juan Tito de los Betancur.

“Topa Amaro Inga, degollado en el Cuzco a 1 de octubre de 1572; casó con Guasua Chumbi. Hijos: Doña Isabel y Don Martín" (...) "hija de Topa Amaro de edad de tres años, llamada Doña Isabel”.
De Navamuel, 1572